# グスタフ・シェーンレーバー
グスタフ・シェーンレーバー（Gustav Schönleber、1851年12月3日 - 1917年2月1日）はドイツの画家である。風景画を描き、カールスルーエの美術学校で教えた。

## 略歴
バーデン＝ヴュルテンベルク州のビーティッヒハイム＝ビッシンゲンで生まれた。シュトゥットガルトの工科大学で工学を学んでいたが、いとこが絵の才能に気付いてミュンヘンの風景画家のアドルフ・ハインリヒ・リール(Adolf Heinrich Lier)の画塾で学ぶことを勧めた。1870年から1873年までリールに学んだ後、ドイツの各地やフランス、イタリア、オランダの風景を描いた。
1880年から亡くなる1917年まで、カールスルーエの美術学校で教えた。シェーンレーバーが教えた学生には、フリードリヒ・カールモルゲン(Friedrich Kallmorgen:1856-1924)、ヴィルヘルム・ハーゼマン(Wilhelm Hasemann:1850-1913)、パウル・ミューラー＝ケンプフ(1861-1941)らがいる。
1895年にシェーンレーバーとフリッツ・フォン・ウーデ、マックス・リーバーマンが第1回のヴェネツィア・ビエンナーレにドイツを代表する画家として出展した。チョコレート会社のオーナーで、多くの複製美術品を宣伝に使ったルートヴィヒ・シュトルヴェルクの依頼で、宣材カードのデザインも行った 。1911年にプール・ル・メリット勲章を受勲し、1912年にヴュルテンベルク王、ヴィルヘルム2世からOrder of the Crownを受勲した。

## 作品

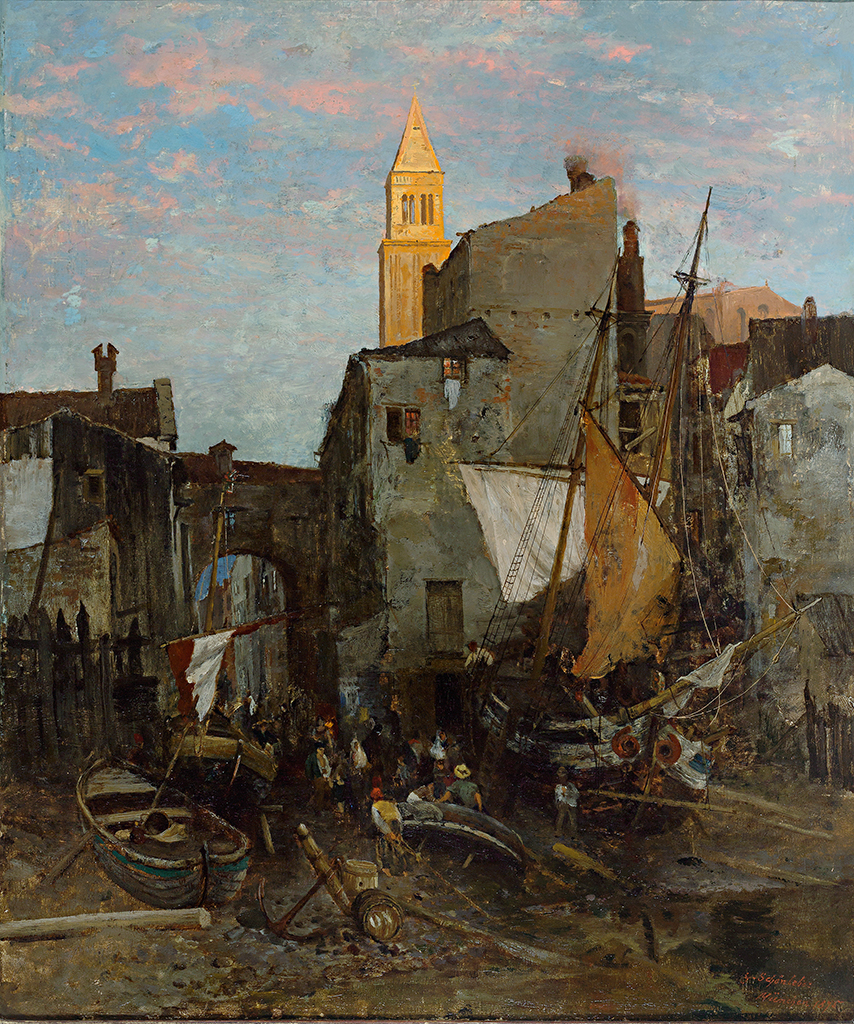
ヴェネツィア近くの海岸 (1875)
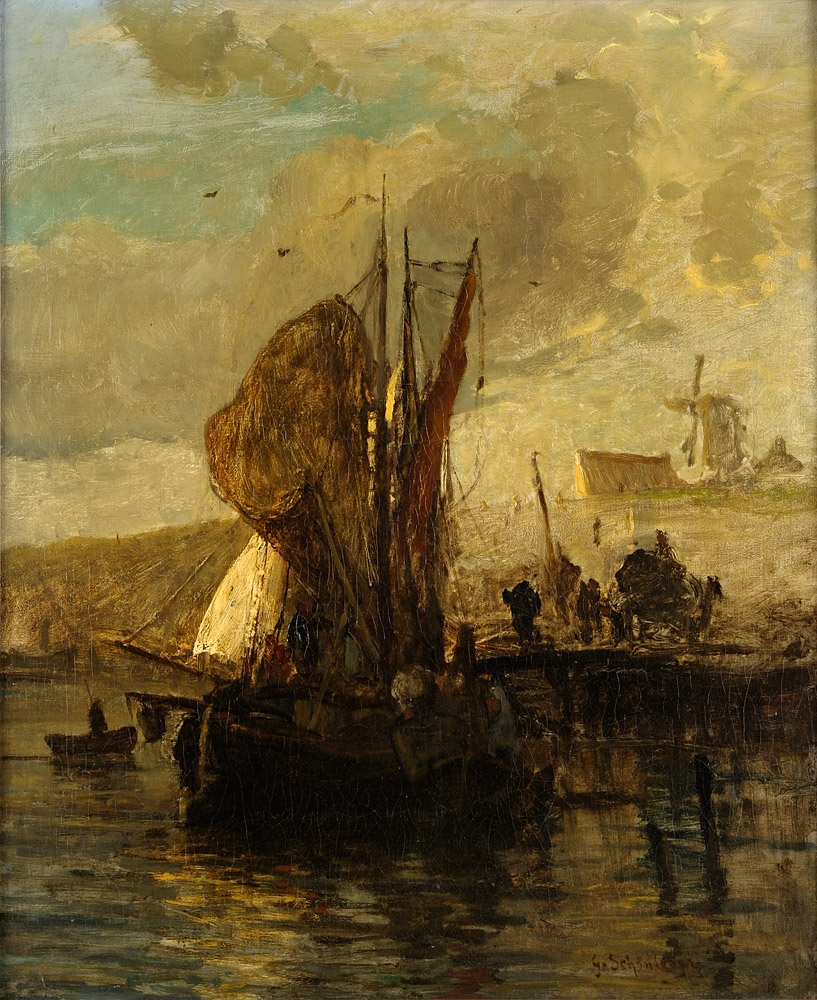
風車の見える漁港
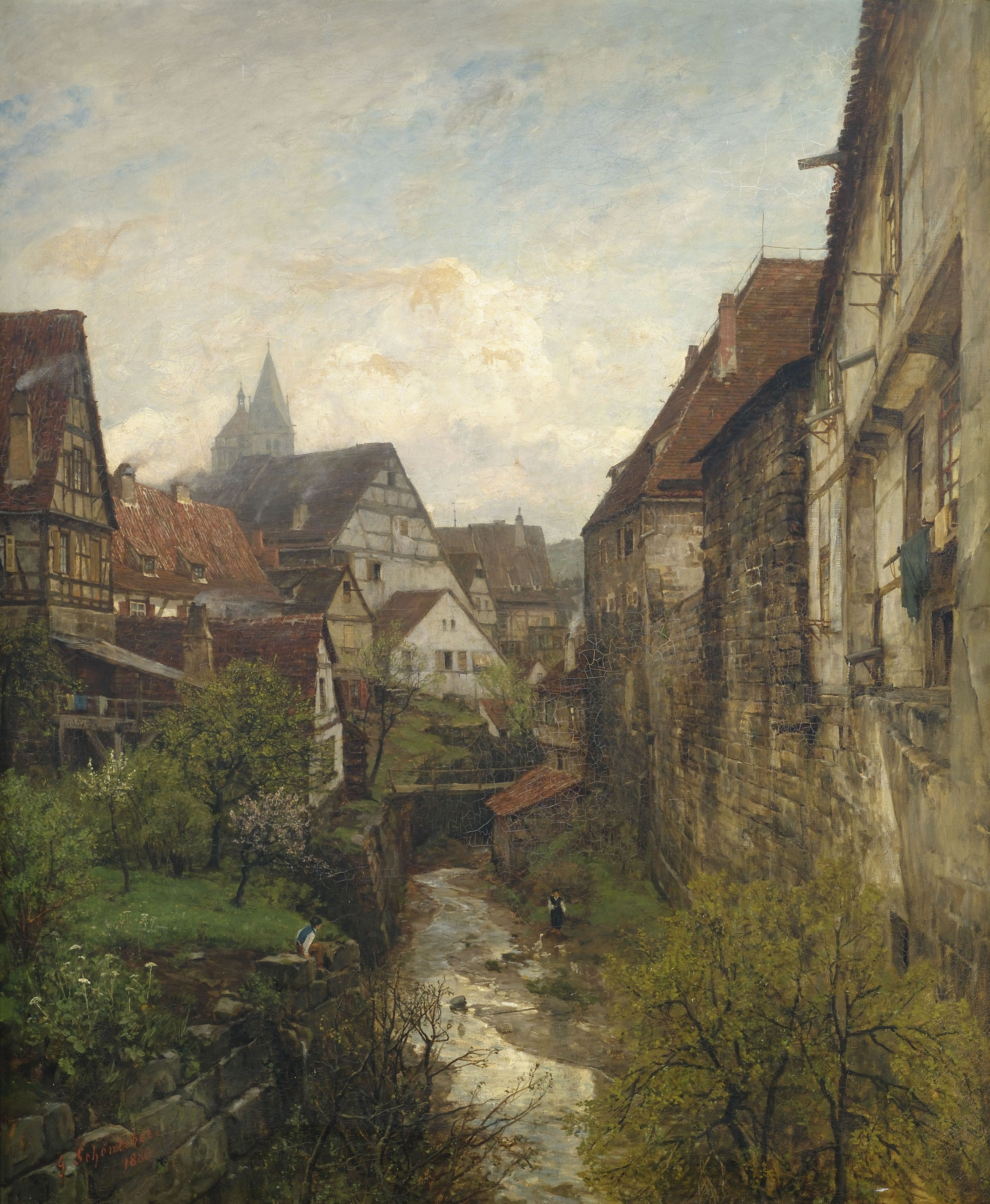
エスリンゲンの風景
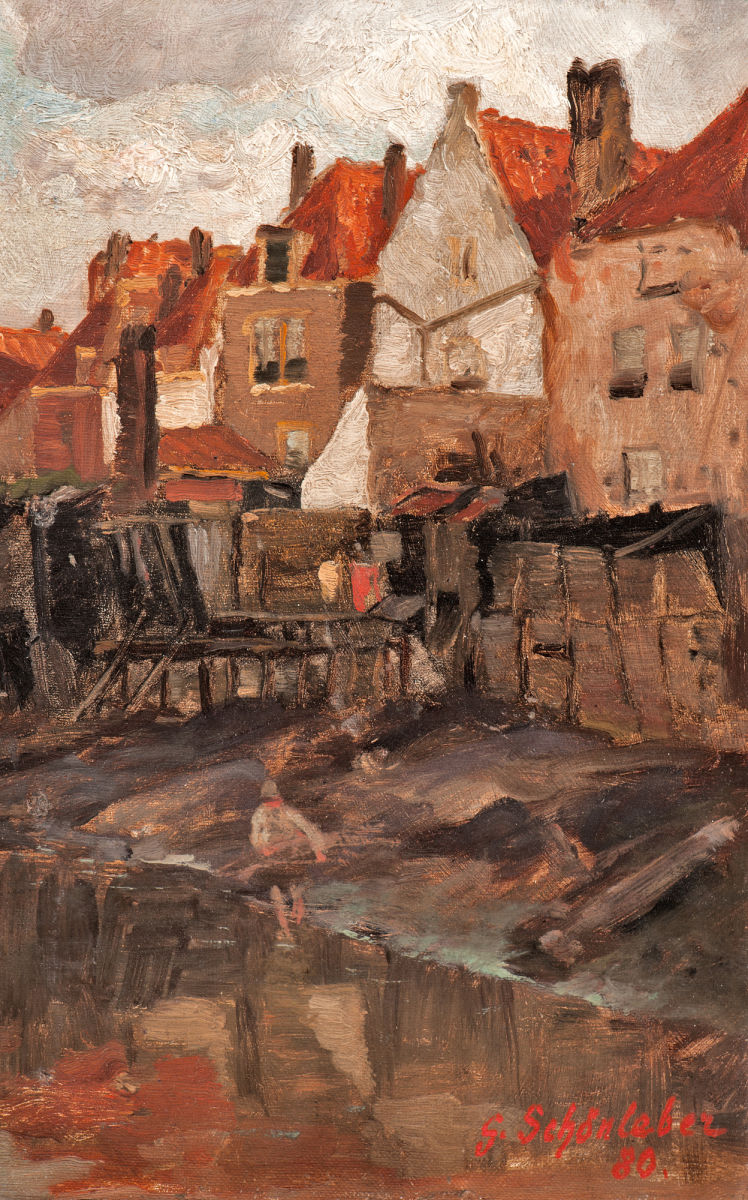
フリシンゲンの風景

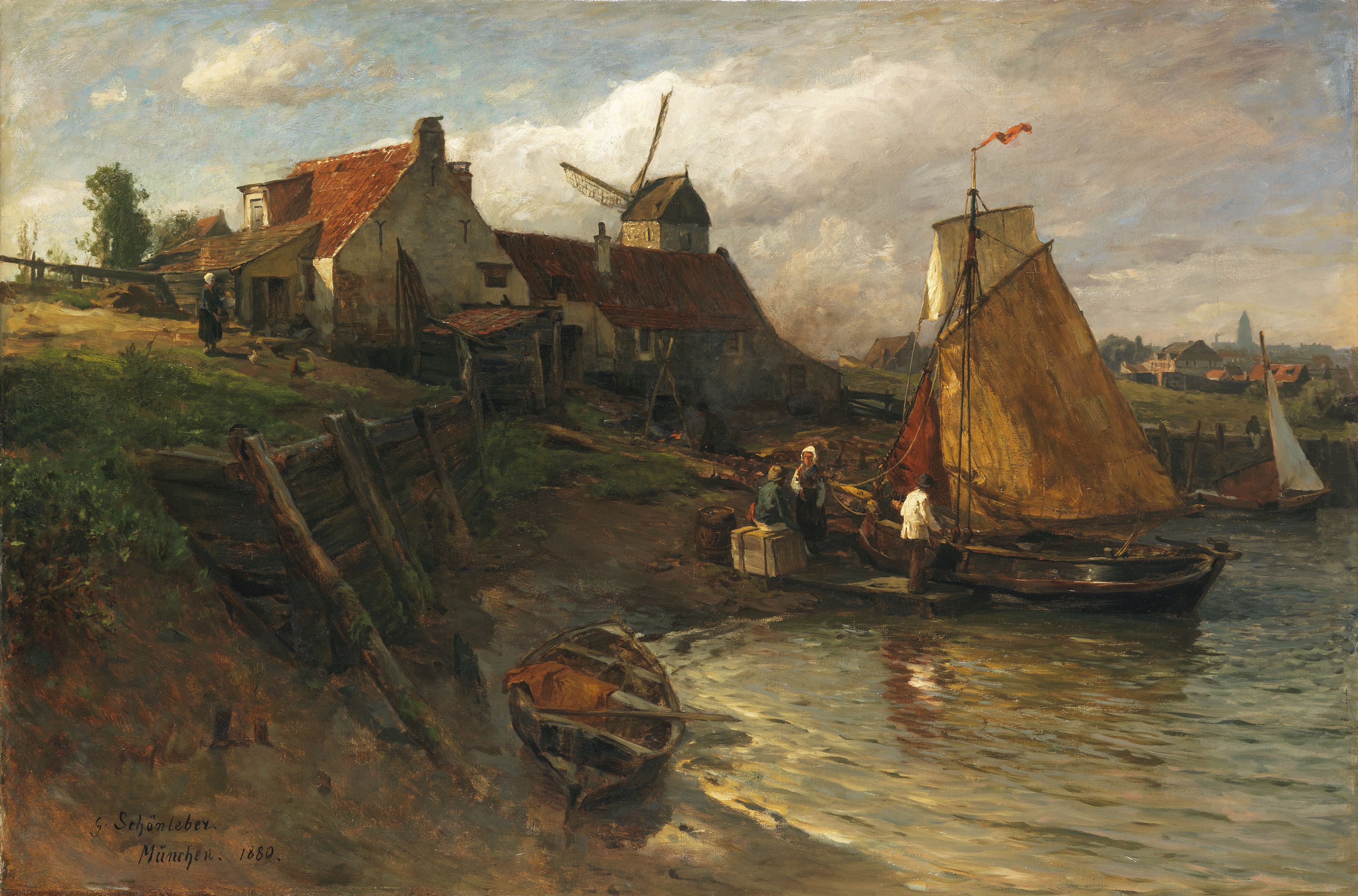
オランダの海岸の夏 (1880)
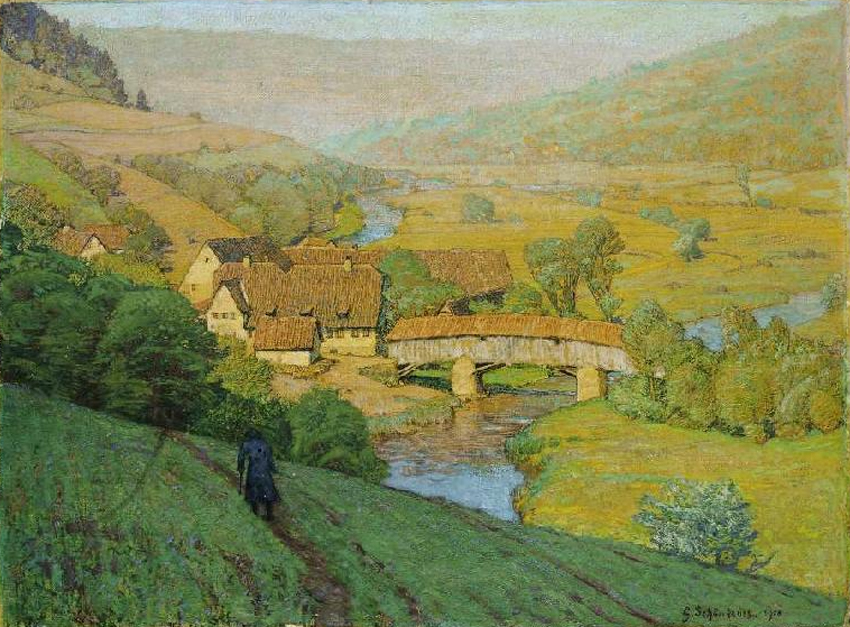
"Pfingstsonntag" (1899)
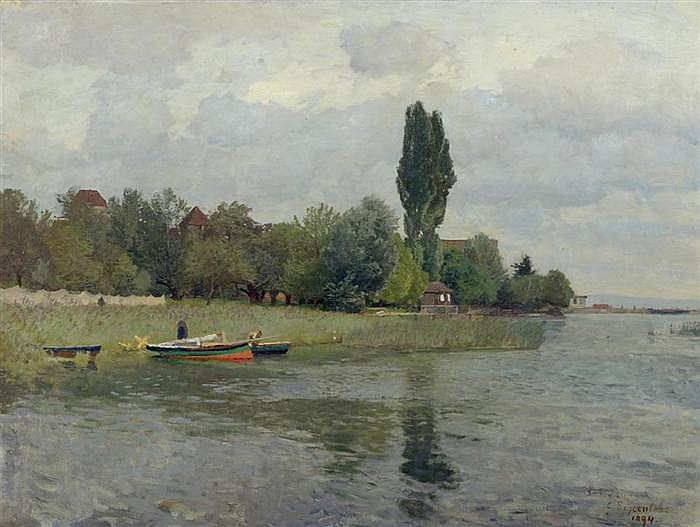
オランダの海岸と漁船